# Nick Proschwitz
Nick Proschwitz (* 28. November 1986 in Weißenfels) ist ein deutscher Fußballspieler und -trainer.

## Sportliche Laufbahn

### Jugend
In der Jugend spielte Proschwitz für den 1. FC Michelau, den 1. FC Lichtenfels, den SV Hallstadt und die SpVgg Greuther Fürth.

### Anfänge in den zweiten Mannschaften der Bundesliga
In der Saison 2004/05 war er für die zweite Mannschaft der TSG 1899 Hoffenheim aktiv. Von 2005 bis Ende 2006 spielte er in der zweiten Mannschaft des Hamburger SV in der Regionalliga, und ab 2007 hatte er einen Vertrag bei der Oberliga-Mannschaft des VfL Wolfsburg, mit der er in die Regionalliga aufstieg. Nach der Spielzeit 2007/08 wechselte Proschwitz im Sommer 2008 zum Ligarivalen Hannover 96 II, für den er auf 33 Einsätze kam und elf Tore schoss.

### Karriere in der Schweiz
Am 16. Juli 2009 gab er schließlich sein Debüt für den FC Vaduz in Liechtenstein, der in der Saison 2009/10 als Absteiger aus der Schweizer Super League in der zweithöchsten Spielklasse, der Challenge League, spielte.
Ende Mai 2010 unterschrieb Nick Proschwitz einen Dreijahresvertrag beim FC Thun. Der Verein wurde in der Saison 2009/10 Challenge-League-Meister und stieg in die Super League auf. Proschwitz trat somit erstmals in der höchsten Liga eines Landes an und erzielte für Thun bis Anfang April 2011 acht Tore.

### SC Paderborn 07
Vor der Saison 2011/12 wechselte Proschwitz zunächst zum FC Luzern und unterschrieb einen Dreijahresvertrag, wechselte jedoch – nach einem Trainerwechsel in Luzern – noch vor Saisonstart zurück in sein Heimatland und unterschrieb beim Zweitligisten SC Paderborn. Sein erstes Punktspiel für den SC bestritt er am 17. Juli 2011 unter Trainer Roger Schmidt beim 2:1-Auswärtssieg bei Hansa Rostock, er erzielte dabei in der 81. Minute den Siegtreffer. Insgesamt kam er in der Saison 2011/12 auf 33 Spiele für die Paderborner, in denen er 17 Treffer erzielte, womit er zusammen mit Alex Meier und Olivier Occéan Torschützenkönig der zweiten Liga wurde.

### Wechsel nach England
Zur Saison 2012/13 wechselte er zum englischen Zweitligisten Hull City. Proschwitz unterschrieb beim Verein aus Kingston upon Hull einen Dreijahresvertrag bis zum 30. Juni 2015 und kostete 3,3 Millionen Euro Ablöse. Sein Pflichtspieldebüt im Trikot von Hull gab er in der ersten Runde des englischen Ligapokals 2012/13 gegen Rotherham United am 8. August 2012. Mit seinem neuen Verein aus der Grafschaft East Riding of Yorkshire setzte sich der Stürmer erst im Elfmeterschießen mit 7:6 durch, einen der Elfmeter konnte Proschwitz verwandeln. In der Liga debütierte er eine Woche später am 1. Spieltag der Saison gegen Brighton & Hove Albion, bevor er in der 73. Spielminute durch Corry Evans ersetzt wurde. Schließlich stieg er mit Hull zur Spielzeit 2013/14 in die Premier League auf. Im Januar 2014 wurde Proschwitz bis zum Saisonende an den Zweitligisten FC Barnsley verliehen, mit dem er am Ende der Saison auf dem vorletzten Tabellenplatz landete.
Zur Saison 2014/15 ging Proschwitz zum Zweitliga-Aufsteiger FC Brentford, bei dem er einen Einjahresvertrag erhielt. Am 27. Februar 2015 wechselte er auf Leihbasis bis zum Saisonende zum Drittligisten Coventry City.

### Rückkehr nach Paderborn
Zur Saison 2015/16 kehrte Proschwitz ablösefrei zu seinem ehemaligen Verein SC Paderborn zurück. Er unterschrieb einen leistungsbezogenen Zweijahresvertrag.
Der Verein suspendierte Proschwitz am 25. Januar 2016 vom Trainings- und Spielbetrieb wegen seines Verhaltens während eines Trainingslagers im türkischen Belek. Proschwitz soll nach Darstellung des Vereins in der Nacht zum 24. Januar unter anderem im öffentlichen Raum des Mannschaftshotels seine Hose heruntergelassen haben und darunter vollständig nackt gewesen sein. Eine angebliche sexuelle Belästigung einer einige Meter entfernten Frau dementierte diese, jedoch widersprechen sich die Angaben von Augenzeugen dieses Geschehens. In einer Pressekonferenz am 25. Januar 2016 erklärte Vereinspräsident Wilfried Finke, Proschwitz werde „das Trikot des SC Paderborn 07 nicht wieder überstreifen“. Finke „verurteile und verabscheue dieses Vorgehen“ Proschwitz’ und verband seine Kritik mit dessen Verhalten während der gesamten Zeit des Trainingslagers.

### Wechsel nach Belgien und in die Niederlande
Am 1. Februar 2016 wurde Proschwitz’ Vertrag aufgelöst. Er wechselte nach Belgien zum VV St. Truiden, der zur Saison 2015/16 in die erste Liga aufgestiegen war. In seinem ersten Spiel erzielte er zwei Treffer. Nachdem Proschwitz seit dem 1. Juli 2017 vereinslos gewesen war, unterschrieb er im September 2017 beim niederländischen Erstligisten Sparta Rotterdam. Zum Saisonende, nach dem Abstieg von Sparta, wurde sein Vertrag nicht verlängert.

### Zurück in Deutschland
Am 19. Oktober 2018 unterschrieb Proschwitz, nachdem er bereits mehrere Wochen am Mannschaftstraining teilgenommen hatte, einen Zweieinhalb-Jahres-Vertrag beim Drittligisten SV Meppen. Bei den Emsländern wurde er mit 14 Saisontoren zum treffsichersten Torschützen.
Zur Saison 2019/20 verblieb er in der 3. Liga, löste seinen Vertrag in Meppen jedoch auf und unterschrieb einen Zweijahresvertrag bei Eintracht Braunschweig. Mit Braunschweig gelang ihm am Ende der Spielzeit der Aufstieg in die 2. Bundesliga. Am 9. August 2021 löste Proschwitz, in Einvernehmen mit dem Verein, seinen Vertrag auf.
Der Stürmer schloss sich anschließend der zweiten Mannschaft der TSG 1899 Hoffenheim an. Dort wurde er im Spieljahr 2021/22 mit 20 Toren in 34 Spielen Torschützenkönig der viertklassigen Regionalliga Südwest. Am letzten Spieltag in dieser Saison debütierte er im Alter von 35 Jahren in der Bundesliga, als er von Sebastian Hoeneß bei einer 1:5-Niederlage gegen Borussia Mönchengladbach im Laufe der zweiten Halbzeit eingewechselt wurde. Es blieb sein einziger Erstligaeinsatz. In seiner letzten Runde als aktiver Kicker im höherklassigen Fußball gelangen ihm noch einmal elf Treffer in 24 Partien. Seit Spätsommer 2023 lässt der frühere Profi seine Laufbahn in der Verbandsliga Baden beim VfB Eppingen ausklingen.

### Erfolge
FC Vaduz
- Liechtensteiner Cupsieger: 2010
- Torschützenkönig der Challenge League: 2009/10 (23 Treffer)[18]

SC Paderborn 07
- Torschützenkönig der 2. Fußball-Bundesliga: 2011/12 (17 Treffer)

Hull City
- Aufstieg in die Premier League: 2012/13

Eintracht Braunschweig
- Aufstieg in die 2. Fußball-Bundesliga: 2020

1899 Hoffenheim II
- Torschützenkönig der Fußball-Regionalliga Südwest: 2021/22 (20 Treffer)

## Trainerlaufbahn
Parallel zu seiner Rückkehr als Spieler zur TSG Hoffenheim schnupperte Proschwitz als Individualcoach in die Trainertätigkeit rein. Ab Sommer 2023 nahm er als Co-Trainer der Hoffenheimer U-17 den nächsten Schritt auf der Karriereleiter.